# Saliunca ugandana
Saliunca ugandana es una especie de mariposa de la familia Zygaenidae.
Fue descrita científicamente por Jordan en 1908.